# جون إف. أبلتون
جون إف. أبلتون (بالإنجليزية: John F. Appleton)‏ هو ضابط ومحامي أمريكي، ولد في 29 أغسطس 1838 في بانجور في الولايات المتحدة، وتوفي بنفس المكان في 31 أغسطس 1870.